# 雅克·阿达马
雅克·所罗门·阿达马（法語：Jacques Solomon Hadamard，1865年12月8日—1963年10月17日）是一名法国数学家。他最有名的是他的質數定理证明。

## 生平
他在巴黎高等师范学院学习。德雷福斯事件他也牵涉在内，此后他活跃于政治，坚定支持为犹太人的事業。
他为偏微分方程创造了适定性问题概念。他也給了其名字予论体积的阿达马不等式，还有阿达马矩阵，是阿达马变换所以建基的。量子计算的阿达马门使用这个矩阵。
1936年曾受清華大學邀請至中國講學讲学3个多月（同時期者尚有美國數學家诺伯特·维纳），影響了中國近代數學發展。
在阿达马所著的《数学领域的发明心理学》（Psychology of Invention in the Mathematical Field），他用內省來描述数学思维过程。与把认知和语言等同的作者截然相反，他描述他的数学思考大部分是无字的，往往有心象伴随著，浓缩了证明的整体思路。
他学生之一是安德烈·韦伊。

## 著作
- Hadamard, Jacques, "Psychology of Invention in the Mathematical Field". Dover Pubns; November 1990. ISBN 0-486-20107-4
- 幾何學教程（法語：Leçons de géométrie élémentaire）

## 深入阅读
- Life and Work of Jacques Hadamard, Vladimir Maz'ya & T. O. Shaposhnikova, American Mathematical Society, February 1998, hardcover, 574 pages, ISBN 0-8218-0841-9